# 松岡芽生
松岡 芽生（まつおか めい、2001年5月22日 - ）は、日本の女子バレーボール選手。

## 来歴
2001年、福岡県で生まれる。
2008年、嘉麻市立大隈小学校に入学。グラチャンバレーを見て小学1年生から嘉穂ジュニアに入りバレーボールを始める。

### 中学時代
2014年、博多女子中学校に入学。強豪校のレギュラー選手として大会を勝ち抜き全国大会に出場。中学までポジションはセッター。

### 高校時代
2017年、山口県の誠英高等学校に入学。ポジションをリベロに転向。 
1年時にインターハイに出場。3年時に春高バレーに出場し、優勝した東九州龍谷高校に準々決勝で敗退。

### 大学時代
2020年、福岡県の九州共立大学に入学。レギュラー選手として活躍し主将を務めチームを九州大学春季1部リーグ準優勝に導く。
西日本大学選手権への出場時に関係者の目にとまり、東レアローズへの入団が内定する。

### 東レ時代
2023年12月11日、大学4年時に、川副華笑と共にV.LEAGUE DIVISION1の東レアローズへの入団が発表された。背番号は「19」。
2024年1月13日、埼⽟県⽴武道館で行われた2023-24 V.LEAGUE DIVISION1 WOMENの埼玉上尾メディックス戦でリーグデビューした。
1年目から主力選手として出場しディフェンス面で貢献する。背番号が「19」から「5」になる。
新シーズンの2024-25 SV.LEAGUE WOMEN以降もリベロのレギュラーメンバーとして試合に出場している。

## 人物
東レアローズへの入団後、主力選手の海外移籍や退団などによりチームの所属選手が8人まで減り戦力低下が危ぶまれたが、新たな選手らの加入と松岡の前向きで陽気な性格が周囲に良い効果をもたらし東レアローズが明るいチームへ生まれ変わるきっかけとなった。
2025年1月、復興中の石川県で行われたSVリーグオールスター戦に選出されてリベロで出場。日本代表選手らが揃い白熱の試合が展開され客席から拍手や声援が続いたが、大会の途中にトラブルが起きた際、場内が沈んだことを瞬間に察知した松岡は、会場で流れる楽曲に合わせて突然身体をクネクネさせる奇妙なダンスを踊り出し一瞬で空気が変わって大きな笑いに包まれた。この類まれな勘の良さと行動に感化され選手らが次々と松岡にボールを集めリベロなのにスパイクを打たせたり試合中に記念写真を撮ったりミニコントをやるなど大会のムードメーカーとして常に会場を沸かせ「NEO AWARD賞」を受賞。表彰式でも再び踊って場内を盛り上げた。多くの日本代表選手らが出場しバレーボールの凄さや楽しさで溢れたこのオールスター戦は各方面で話題となりニュースやネットなどを通じて「松岡芽生」の名が広く世に知られることになった。
明るい松岡が入団してから東レアローズの観客数が大幅に増えており滋賀のホーム試合では立ち見が出て満席になることもあり「アロとも」（東レアローズファンの総称）の増加と共にグッズの売り上げも伸びている。さらに選手やスタッフが一丸となり朝から駅前でチラシ配りをやるなど積極的な広報活動を積み重ねたことによりチームの認知度が大きく跳ね上がっている。試合会場やファン感謝祭では、選手、応援団、アロッチ（チームマスコット）、演出、事務局、チームスタッフらの好対応もあり、ファンと共に楽しみながら応援できる温かい空気ができている。
InstagramやXなどのSNSを使って自らの想いを発信し、他にはない独特のオーラを放つ松岡には、試合後に小さい子供たちが次々に接してくるなど人気が高くヒロインとして常に多くのファンに囲まれており、チームに欠かせない存在になっている。

## 受賞歴
- 2023年 - 九州大学春季1部リーグ 敢闘賞・リベロ賞・サーブレシーブ賞[6]
- 2023年 - 九州大学秋季1部リーグ リベロ賞

## 所属チーム
- 嘉穂ジュニアバレーボールクラブ
- 博多女子中学校
- 誠英高等学校[1]
- 九州共立大学[1]
- 東レアローズ / 東レアローズ滋賀 #19→#5（2024年 - ）

## 個人成績
V.LEAGUEの個人成績は下記の通り（ファイナルステージ、VCup含む）。
| 大会            | チーム          | 出場     | 出場        | アタック | アタック | アタック | アタック | バックアタック | バックアタック | バックアタック | バックアタック | アタック 決定本数 | ブロック | ブロック       | サーブ | サーブ         | サーブ   | サーブ | サーブ | サーブ   | サーブレシーブ | サーブレシーブ | サーブレシーブ | サーブレシーブ | 総得点      | 総得点      | 総得点   | 総得点      |
| --------------- | --------------- | -------- | ----------- | -------- | -------- | -------- | -------- | -------------- | -------------- | -------------- | -------------- | ----------------- | -------- | -------------- | ------ | -------------- | -------- | ------ | ------ | -------- | -------------- | -------------- | -------------- | -------------- | ----------- | ----------- | -------- | ----------- |
| 大会            | チーム          | 試 合 数 | セ ッ ト 数 | 打 数    | 得 点    | 失 点    | 決 定 率 | 打 数          | 得 点          | 失 点          | 決 定 率       | セ ッ ト 平 均    | 得 点    | セ ッ ト 平 均 | 打 数  | ノ 丨 タ ッ チ | エ 丨 ス | 失 点  | 効 果  | 効 果 率 | 受 数          | 成 功 ・ 優    | 成 功 ・ 良    | 成 功 率       | ア タ ッ ク | ブ ロ ッ ク | サ 丨 ブ | 得 点 合 計 |
| V1 2023-24      | 東レ            | 16       | 45          | 1        | 0        | 0        | 0.0      | 1              | 0              | 0              | 0.0            | -                 | 0        | -              | 0      | 0              | 0        | 0      | 0      | -        | 171            | 86             | 36             | 60.8           | 0           | 0           | 0        | 0           |
| 通算：1シーズン | 通算：1シーズン | 16       | 45          | 1        | 0        | 0        | 0.0      | 1              | 0              | 0              | 0.0            | -                 | 0        | -              | 0      | 0              | 0        | 0      | 0      | -        | 171            | 86             | 36             | 60.8           | 0           | 0           | 0        | 0           |

SV.LEAGUEの個人成績は下記の通り（チャンピオンシップ含む）。
| 大会            | チーム          | 出場     | 出場        | アタック | アタック | アタック | アタック | バックアタック | バックアタック | バックアタック | バックアタック | アタック 決定本数 | ブロック | ブロック       | サーブ | サーブ   | サーブ | サーブ | サーブ   | サーブレシーブ | サーブレシーブ | サーブレシーブ | サーブレシーブ | 総得点      | 総得点      | 総得点   | 総得点      |
| --------------- | --------------- | -------- | ----------- | -------- | -------- | -------- | -------- | -------------- | -------------- | -------------- | -------------- | ----------------- | -------- | -------------- | ------ | -------- | ------ | ------ | -------- | -------------- | -------------- | -------------- | -------------- | ----------- | ----------- | -------- | ----------- |
| 大会            | チーム          | 試 合 数 | セ ッ ト 数 | 打 数    | 得 点    | 失 点    | 決 定 率 | 打 数          | 得 点          | 失 点          | 決 定 率       | セ ッ ト 平 均    | 得 点    | セ ッ ト 平 均 | 打 数  | エ 丨 ス | 失 点  | 効 果  | 効 果 率 | 受 数          | 成 功 ・ 優    | 成 功 ・ 良    | 成 功 率       | ア タ ッ ク | ブ ロ ッ ク | サ 丨 ブ | 得 点 合 計 |
| SV 2024-25      | 東レ            | 46       | 178         | 0        | 0        | 0        | -        | 0              | 0              | 0              | -              | -                 | 0        | -              | 0      | 0        | 0      | 0      | -        | 126            | 36             | 27             | 39.3           | 0           | 0           | 0        | 0           |
| 通算：1シーズン | 通算：1シーズン | 46       | 178         | 0        | 0        | 0        | -        | 0              | 0              | 0              | -              | -                 | 0        | -              | 0      | 0        | 0      | 0      | -        | 126            | 36             | 27             | 39.3           | 0           | 0           | 0        | 0           |